# Вангелия (телесериал)
«Ванге́лия» — российский биографический телесериал (дюжина серий) с элементами мистики, снятый в 2013 году кинокомпаниями «Фаворит-Фильм», Film.ua и «New Wave Production» по заказу «Первого канала».
Премьера телесериала состоялась 25 августа 2013 года на израильском 9 Канале. Заключительная 12-я серия вышла в эфир 3 сентября.
Показ телесериала в России прошёл с 18 по 26 сентября 2013 года на Первом канале.

## Сюжет
Фильм построен на откровенных рассказах пожилой Ванги о наиболее значимых эпизодах её прошлой жизни никому не известной студентке журналистского факультета из России Алисе Варежкиной, которую Ванга выбрала из жаждущей взять у неё интервью многочисленной журналистской толпы, позволив девушке снимать всё увиденное и услышанное на видеокамеру. В частности, Вангелия поделилась с Алисой воспоминаниями о своих встречах с известными российскими государственными деятелями, такими как Борис Ельцин, от имени которого к Ванге тайно приезжал его пресс-секретарь Сергей Медведев с вопросом о шансах Ельцина на победу на выборах президента России в 1996 году, а также президент Калмыкии Кирсан Илюмжинов, который приезжал посоветоваться с провидицей, где лучше построить нефтяной завод.

### Содержание серий

#### 1-я серия
2000 год. Сообщение о взрыве на атомной подводной лодке «Курск» становится настоящим потрясением для журналистки Алисы Варежкиной: 4 года назад ясновидящая Ванга предсказала эту катастрофу («Курск окажется под водой и весь мир будет его оплакивать…»).
1996 год. Небольшая съёмочная группа во главе с пресс-секретарём Бориса Ельцина Сергеем Медведевым едет в Болгарию, чтобы узнать у Ванги вероятность переизбрания президента на второй срок. В составе группы студентка-стажёрка МГУ Алиса Варежкина, которая всегда всё забывает и всё путает. Но именно эта непутёвая девушка приходится по сердцу Ванге, и их знакомство быстро перерастает в монолог-исповедь знаменитой прорицательницы…

#### 2-я серия
Несмотря на слепоту, Ванга неплохо справляется с обязанностями по дому и заботится о двух сводных малолетних братьях. Местный священник предлагает отцу Ванги отправить девочку в Софию в Дом слепых. На новом месте Ванге открывается совсем иная жизнь. Особенно близко девушка сходится с воспитательницей — 18-летней русской эмигранткой Ольгой Васильцовой. Одноклассница Ванги, недавно ослепшая девушка Снежана, никак не может смириться со своим новым инвалидным положением. Однажды Ванга, уже понемногу начинающая обретать свой дар ясновидения, «видит» смерть рядом со Снежаной.

#### 3-я серия
Прорицательница рассказывает Алисе, как она была счастлива. В Доме слепых появляется новый обитатель: сын богатых крестьян Димитр. Шаг за шагом происходит их сближение: первый поцелуй и предложение выйти за него замуж. Родители Димитра согласны, идут приготовления к свадьбе. Но внезапно приезжает отец Ванги и забирает дочь с собой, так как его вторая жена Танка умерла, и надо помогать растить троих малолетних детей.

#### 4-я серия
В родительском доме жизнь разительно отличается от безоблачного пребывания в Доме слепых. Однажды ночью происходит сильное землетрясение, много людей погибает и лишь семейство Ванги в полной сохранности: за минуту до обрушения дома она успевает вывести детей во двор. У подруги Ванги, воспитательницы Ольги, в Софии большие неприятности: новый директор Дома слепых не дает ей прохода. Ольга приезжает в гости к Ванге, и та советует ей покинуть Дом слепых. Новый священник Иона с суеверными крестьянами решает изгнать бесов из слепой «колдуньи».

#### 5-я серия
1996 год. Ванга предсказывает приехавшему к ней американцу, что «железные птицы убьют близнецов, будет пролито много крови».
1931 год. Брат Васил прогоняет толпу во главе со священником Ионой, пришедшую к Ванге, чтобы «изгнать из неё бесов». Девушка всё увереннее обращается со своим даром: она помогает отцу найти пропавшую овцу. Ольга, послушавшись совета Ванги, уходит из Дома слепых. Она приезжает в Софию, снимает дешёвую комнату в пансионе и начинает искать работу.

#### 6-я серия
У Ольги случается голодный обморок. Сосед по пансиону, русский врач Алексей Незнамов, приходит ей на помощь. Он предлагает девушке работать ассистенткой у себя в клинике. У Ванги видение о Прекрасном всаднике, указавшем ей на особые цветы, с помощью которых можно лечить болезни. Через несколько лет она вылечивает травами брата Васила. Чуть позже тяжело заболевает отец Ванги, но тут травы оказываются бессильны — он умирает. В Софии Ольга случайно видит, как некто Велчев роется в бумагах в кабинете Незнамова. Девушка сообщает об этом Алексею. Незнамов приходит к Велчеву домой и устраивает ему допрос, который перерастает в настоящую схватку: Велчев убит, Незнамов ранен. Ольга ухаживает за Алексеем, он просит Ольгу выйти за него замуж и через некоторое время признаётся ей, что работает на советскую разведку. Ванга предсказывает односельчанам, что в 1941 году начнётся война.

#### 7-я серия
Весна 1941 года. Незнамов передаёт в Москву информацию о нападении Гитлера на СССР в конце июня. Берия этому не верит. Ольга по совету мужа приезжает навестить свою подругу. Ванга предсказывает ей, что у неё родится сын, а их жизнь с Алексеем будет долгой, но трудной. В Болгарию приходят немцы. Ванга говорит односельчанам, чтобы они ничего не боялись — русские разобьют фашистов. Слава о болгарской ясновидящей уже столь широка, что к ней приезжает сам Гитлер. Она предсказывает ему поражение от Советского Союза. Фюрер в ярости, но трогать Вангу запрещает.

#### 8-я серия
Незнамов отказывается выполнять полученное из центра секретное задание, которое противоречит его убеждениям. Грюнлих разоблачает Алексея. В завязавшейся схватке Незнамов убивает гестаповца. Однако скрыться не получается: у Ольги начинаются роды, её увозит «скорая», а Алексея арестовывают немцы. К Ванге отовсюду едут люди. Среди них и болгарский царь Борис, и простой солдат Митко, которому она предрекает: «Твоя судьба — быть моим мужем». Вскоре вместе с сестрой Любкой Ванга переселяется в полуразвалившийся дом Митко в Петриче.

#### 9-я серия
Тяжелобольного Митко отпускают из армии домой. Васил и Любка уходят в партизаны. Ванга предчувствует гибель брата, но ничего не может изменить. После взрыва моста немцы берут в заложники всю деревню. Спасая жителей, Васил признаётся, что это он взорвал мост и на глазах у всех немцы расстреливают его. В Болгарию вступает Красная Армия. Ольга начинает поиски мужа и обращается за помощью к военному коменданту Софии. У Ванги новая беда: выздоровевший Митко пристрастился к алкоголю.

#### 10-я серия
1996 год. За Алисой Варежкиной настойчиво ухаживает новый знакомый Виталий. Девушка чувствует, что в его отношении к ней что-то не так.
1945 год. Ольга с сыном приезжает к Ванге в Петрич. Ванга советует подруге вернуться в Россию и описывает место, где находится Алексей. Благодаря этому описанию Ольга находит чуть живого мужа в бывшем немецком концлагере. Незнамовы уезжают в Москву.
1952 год. Многие сослуживцы Незнамова арестованы по подозрению в шпионаже, его самого допрашивают и настойчиво предлагают работать в лаборатории по управлению сознанием. По совету жены Алексей инсценирует болезнь Паркинсона, его комиссуют, и вся семья уезжает в глухую сибирскую деревню. Ванга и Митко удочеряют маленькую Виолетту. Со всей Болгарии к известной пророчице приезжают люди. Ванга предсказывает, что Сталин умрёт через полгода. Её арестовывают.

#### 11-я серия
1996 год. Алиса разрывает отношения с Виталием, который оказался сотрудником ФСБ. Девушка говорит, что не любит его.
1953 год. В день смерти Сталина Вангу выпускают из тюрьмы. В 1962 году умирает Митко, а вскоре в доме Ванги появляется приёмный сын — тоже Митко. Ольге с трудом удаётся вырваться в Болгарию, чтобы увидеться с Вангой. Обе счастливы от этой встречи, и Ванга советует Ольге, чтобы её сын шёл в лётчики, а не в подводники. 38 лет спустя Ольга поймёт, что этим Ванга спасла жизнь её внуку.

#### 12-я серия
1996 год. Алиса возвращается в Москву и узнаёт, что её отчислили из МГУ. Медведев помогает ей восстановиться в университете и разрешает поехать в Курск, чтобы понять предсказание Ванги о том, что город окажется под водой. Ванга, как сама и предсказывала, умирает 11 августа 1996 года.
2000 год. После гибели АПЛ «Курск» Алиса звонит Медведеву и получает задание сделать фильм о Ванге. Зимой 2001 года она разыскивает живущую в Подмосковье семью Незнамовых. Девушка привозит Ольге, её сыну и внуку смонтированный фильм о болгарской ясновидящей, но при показе изображение с плёнки внезапно исчезает. Внук Ольги влюбляется в Алису, и та отвечает ему взаимностью — вот та ниточка, которая, по словам Ванги, замкнула круг самых близких ей людей.

## В ролях
- Елена Яковлева — Ванга, прорицательница (в пожилом возрасте)
- Ирина Рахманова — Ванга (в зрелом возрасте)
- Наталья Николаева — Ванга (в молодости)
- Дарья Отрошко — Ванга (в 12-летнем возрасте)
- Кристина Пакарина — Ванга (в 7-летнем возрасте)
- Евгений Князев — Панде Сурчев, отец Ванги
- Антон Макарский — Митко Гуштеров, муж Ванги
- Александра Платонова — Любка, сестра Ванги
- Василий Бойдак — Васил, брат Ванги
- Екатерина Молоховская — Танка, мачеха Ванги
- Эмилия Радева — Магдалена Гуштерова, мать Митко Гуштерова
- Карина Андоленко — Ольга Незнамова (Васильцова), жена Алексея Незнамова (в молодости)
- Светлана Кожемякина — Ольга Незнамова (в возрасте 50 лет)
- Валентина Ананьина — Ольга Незнамова (в возрасте 90 лет)
- Анатолий Белый — Алексей Незнамов, советский разведчик
- Антон Феоктистов — Андрей Незнамов, сын Ольги и Алексея Незнамовых
- Карина Разумовская — Алиса Варежкина
- Даниил Белых — Виталий
- Валентин Терехов — отец Иона
- Зинаида Зубкова — Стоянова, директор Дома Слепых
- Ирина Шевчук — Ирэна, хозяйка пансиона
- Евгений Крылов — Гачев, новый директор интерната для слепых
- Таисия Вилкова — Снежана, ученица интерната
- Игорь Сигов — военный комендант
- Сергей Медведев — Сергей Медведев, пресс-секретарь президента России (камео)[3]
- Кирсан Илюмжинов — Кирсан Илюмжинов, президент Калмыкии (камео)[4]
- Владимир Фоков — Сергей Михалков
- Игорь Ливанов — Адольф Гитлер
- Николай Мутафчиев — Генрих Гиммлер
- Даниель Димов — Борис III, царь Болгарии
- Владимир Щербаков — Лаврентий Берия
- Александр Андриенко — Ханс Грюнлих, сотрудник гестапо
- Леонид Тимцуник — Вернер фон Дидерикс
- Олег Радкевич — Павел Судоплатов
- Антон Фигуровский — Велчев
- Александр Соколовский — Алексей Незнамов, внук Ольги и Алексея Незнамовых

## Награды и номинации
- Профессиональный приз Ассоциации продюсеров кино и телевидения в области телевизионного кино 2014.
- Номинация на приз в категории «Лучшая работа художника по гриму» (Мария Карибская и Роман Даренский).
- Номинация на приз в категории «Лучшая актриса телевизионного фильма/сериала» (Елена Яковлева).